# Per Wiberg

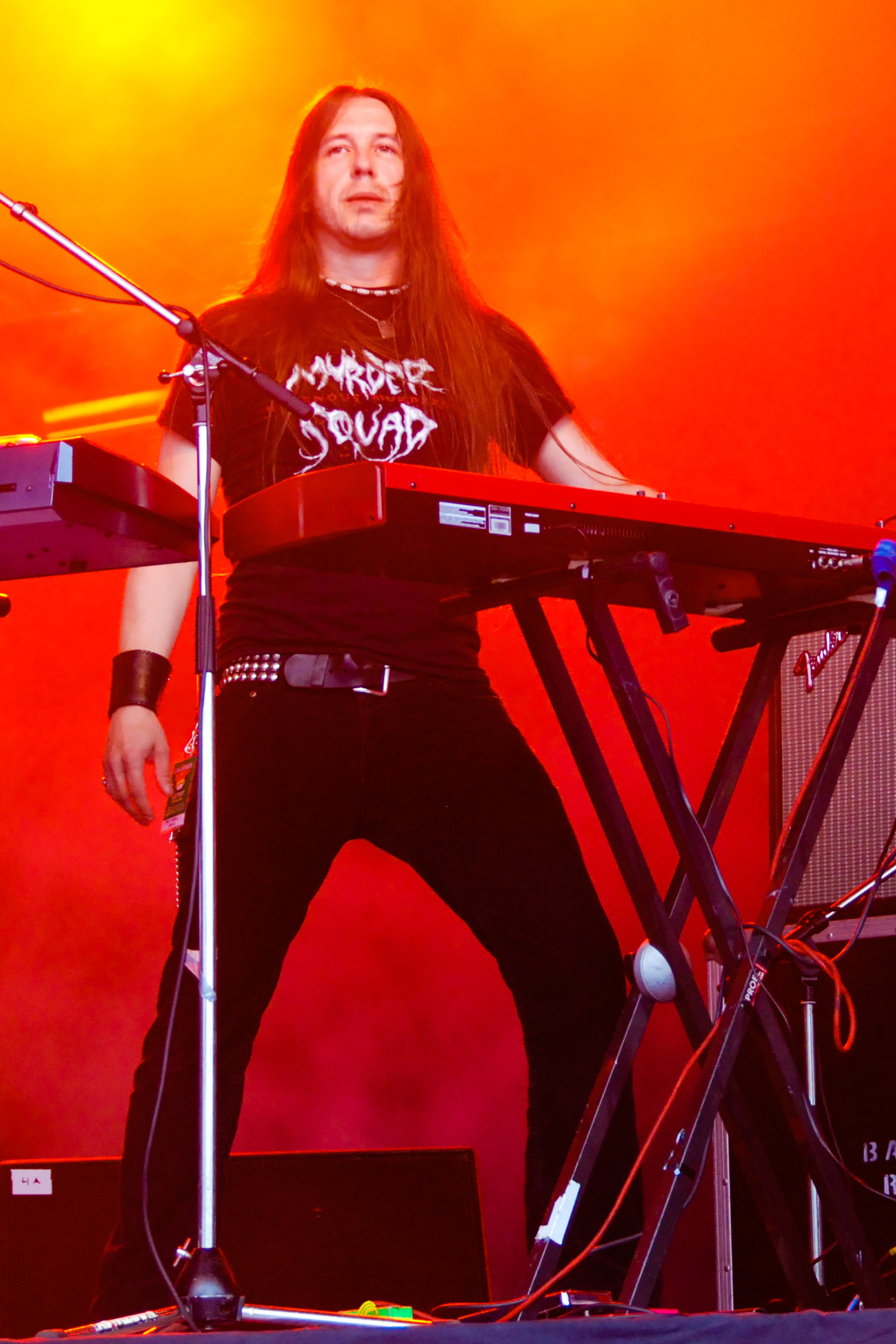
Per Wiberg.

Per Wiberg es el ex teclista de la banda de death metal progresivo de Suecia, Opeth y actual miembro de Spiritual Beggars. Wiberg ha estado haciendo giras con Opeth desde el 2003 en el tour Deliverance/Damnation y se unió oficialmente a Opeth en el 2005 con el lanzamiento del álbum Ghost Reveries. Wiberg hace las voces de fondo además de su trabajo como teclista.
Tocó el intro de Enemy Within del grupo de melodic death metal Arch Enemy. También tocó el piano en la banda de rock progresivo sueca Anekdoten en 1993 en el álbum Vemod.
El 6 de abril de 2011 se anunció que Per abandonaría Opeth, decisión a la que llegó de común acuerdo con sus compañeros en la banda.

## Equipamiento
Per Wiberg usa teclados Nord Electro 2, Nord Wave, Korg Triton Extreme, Vox Wah, Boss DD3, 2 Laney VC 30.

## Discografía
- Anekdoten - Vemod (1993)
- Spiritual Beggars - Mantra III (1998)
- Spiritual Beggars - Ad Astra (2000)
- Arch Enemy - Wages of Sin (2001)
- Spiritual Beggars - On Fire (2002)
- Opeth - Lamentations (Live at Shepherd's Bush Empire 2003) DVD (2003)
- Spiritual Beggars - Demons (2005)
- Opeth - Ghost Reveries (2005)
- Opeth - Watershed (2008)
- Spiritual Beggars - Return to Zero (2010)
- Arch Enemy - Khaos Legions (2011)